# Chiesa di San Giacomo Apostolo (Polcenigo)
La chiesa di San Giacomo Apostolo è la parrocchiale di Polcenigo, in provincia di Pordenone e diocesi di Concordia-Pordenone; fa parte della forania dell'Alto Livenza.

## Storia
La prima citazione di una chiesa a Polcenigo, a cui era annesso un convento, risale al 1262 ed è contenuta nel testamento di Guecello Il di Prata, mentre una seconda menzione è datata 1295 e si ritrova in un atto di donazione.
Il luogo di culto, riedificato nel 1483, venne interessato da un intervento di rifacimento nel Seicento.
Nel 1769 il convento fu soppresso per decisione del Senato della Repubblica di Venezia e il 25 giugno dell'anno successivo venne decretato dal vescovo Alvise Maria Gabrieli il trasferimento della parrocchialità nella chiesa di San Giacomo; nel 1790 il vescovo Giuseppe Maria Bressa conferì alla chiesa il titolo arcipretale.
Tra il 2016 e il 2018 si provvide ad eseguire l'adeguamento litrugico secondo le norme postconciliari, in occasione del quale si procedette ad installare l'altare rivolto verso l'assemblea e l'ambone.

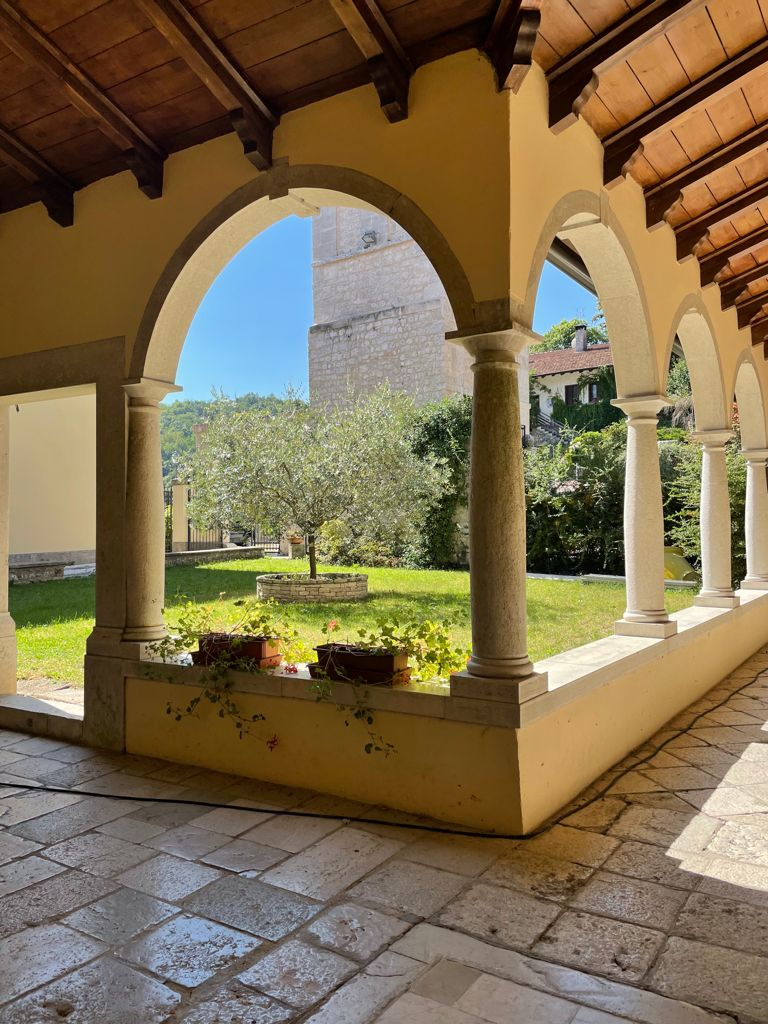
Il chiostro del convento

## Descrizione

### Esterno
La facciata a capanna della chiesa, rivolta a sudovest, presenta centralmente il portale d'ingresso, sormontato  dal frontoncino curvilineo e abbellito dai bassorilievi del leone di San Marco e di San Giacomo che tiene in mano un modello della chiesa, con sopra una finestra, ed è coronata dal timpano di forma triangolare.
A pochi metri dalla parrocchiale si erge il campanile a base quadrata, suddiviso in più registri da cornici marcapiano; la cella presenta su ogni lato una bifora.

### Interno
L'interno dell'edificio si compone di un'unica navata, sulla quale si affacciano le cappelle laterali, introdotte da archi a tutto sesto, e le cui pareti sono scandite da semicolonne con capitelli corinzi sorreggenti la trabeazione modanata e aggettante sopra la quale si imposta la volta a botte ribassata; al termine dell'aula si sviluppa il presbiterio, rialzato di alcuni gradini, coperto da volta a crociera e chiuso dall'abside di forma semicircolare.
Qui sono conservate diverse opere di pregio, tra le quali l'affresco con soggetto la Madonna con Bambino, eseguito nel 1350 nello stile di Vitale da Bologna, la pala ritraente la Natività della Vergine, dipinta dal cisonese Egidio Dall'Oglio nel XVIII secolo per la cappella della famiglia Fullini, la tela raffigurante Cristo in Gloria, realizzata presumibilmente da Francesco da Milano, e l'organo, costruito da Giacinto Pescetti tra il 1732 e il 1733.